# Brunneria brasiliensis
Brunneria brasiliensis är en bönsyrseart som beskrevs av Henri Saussure 1870. Brunneria brasiliensis ingår i släktet Brunneria och familjen Mantidae. Inga underarter finns listade i Catalogue of Life.